# Individualisiertes Lernen
Individualisiertes Lernen oder Individualisierter Unterricht ist eine Organisationsform des Unterrichts oder ein Unterrichtsprinzip, bei dem jeder Schüler innerhalb einer Klasse im Sinne der Binnendifferenzierung individuell gefördert und auf seinem jeweiligen Stand abgeholt wird. Diese Unterrichtsform bietet sich dann an, wenn die Kompetenzen sowie Unterstützungsbedarfe der Lernenden sehr heterogen sind und ein Klassenunterricht kaum mehr möglich ist.

## Theorie

### Begriffsbestimmung
Individualisierter oder individualisierender Unterricht beschreibt die Berücksichtigung eines jeden einzelnen Individuums innerhalb einer Lerngruppe. Während bei der Differenzierung lediglich zwischen verschieden leistungsstarken Gruppen unterschieden wird (z. B. gute, mittlere, schwache), soll bei der Individualisierung jedes Individuum einzeln betrachtet werden, was u. a. die Einbeziehung der individuellen Persönlichkeit jedes Gruppenmitgliedes ermöglicht.
Ela Eckert definiert wie folgt:
„Individuelles Fördern heißt, jeder Schülerin und jedem Schüler die Chance zu geben, ihr bzw. sein motorisches, intellektuelles, emotionales und soziales Potential umfassend zu entwickeln und sie bzw. ihn dabei durch geeignete Maßnahmen zu unterstützen (durch die Gewährleistung ausreichender Lernzeit, durch spezifische Fördermethoden, durch angepasste Lehrmittel und gegebenenfalls durch Hilfestellungen weiterer Personen mit Spezialkompetenz).“
Als Indikatoren für Individualisierten Unterricht werden hier genannt: das Arbeiten an unterschiedlichen Aufgaben / nach Thema, Interessensschwerpunkten und Leistungsvermögen unterschiedliche Lehrbücher, Lernmaterialien und Arbeitshilfen / zusätzliche Hilfen für schwache Schüler / Reflexion des Lernfortschritts seitens der Schüler (Metakognition) / Lernschleifen / Lernstandsdiagnostik und Förderpläne für schwache Schüler / genügend Zeit steht zur Verfügung / Die Möglichkeit einer Auszeit / Kinder mit gesundheitlichen Problemen werden berücksichtigt / die Möglichkeit zur Arbeit an eigenen Schwerpunkten / Sensibilisierung der Kinder für Leistungsunterschiede – Kinder unterstützen sich gegenseitig / transparente Leistungserwartungen / gegebenenfalls additive Unterrichtsangebote.

### Umsetzung
Individualisiertes Lernen ist kein mit Inhalten gefülltes Didaktikmodell, sondern ein Unterrichtsideal. Es hat zwar eine klare Zielsetzung, aber keine einheitliche Methode, mit der es diese Zielsetzung realisiert. (Siehe hierzu auch im Artikel Differenzierung (Didaktik) den Abschnitt zur Individualisierung).
Die Faktoren, die bei der Individualisierung im Unterricht eine Rolle spielen sind:
- die individuelle Betrachtung der persönlichen Leistungsfähigkeit und des Leistungsstandes,
- die individuelle Betrachtung des persönlichen Interesses und der Neigungen,
- die individuelle Betrachtung der Persönlichkeit und der emotionalen Lage.

Wo Individualisiertes Lernen anfängt und wo es aufhört, ist nicht einheitlich geklärt. So stellt sich die Frage, ob ein Unterricht der allein die persönliche Leistungsfähigkeit berücksichtigt, bereits als ein individualisierter Unterricht bezeichnet werden kann oder ob ein Unterricht erst durch die Berücksichtigung aller drei oben genannter Faktoren zu einem individualisierten Unterricht wird.
Folgende Impulse zur Realisierung individualisierten Unterrichts sind zu finden:
- Systemische Impulse: Reduzierung der Gruppengröße und Erhöhung der Lehrerzahl pro Klasse
- Materielle Impulse: Bereitstellung von individuell zugeschnittenen Materialien
- Methodisch/Didaktische Impulse: Offener Unterricht, Selbständiges Lernen, Kompetenzorientierung

In der Literatur stößt man im Zusammenhang mit der Umsetzbarkeit von individualisiertem Lernen häufig auf Muster des selbstständigen, selbstregulierten und offenen Lernens. So betrachten Lischewski und Müller in ihrer Dissertation an der Uni Duisburg-Essen zum Individualisierten Unterricht zwei Jahre lang an dem Duisburger Clauberg-Gymnasium ein Projekt, das Lischewski entwickelt und an der Schule implementiert hatte. In dem Projekt können die Schüler an selbstgewählten Projekten arbeiten. Hierbei erstellen sie z. B. Lerntagebücher.
Schnack und Timmermann schreiben in der Zeitschrift Pädagogik (09/2008): „Eine individuelle Unterstützung für einzelne Schüler setzt jedoch voraus, dass die anderen bereits in der Lage sind, über einen längeren Zeitraum hinweg zuverlässig selbständig zu arbeiten.“

## Praxis

### Nicht-digitale Ansätze
Bis zu einem gewissen Grade umgesetzt ist individualisiertes Lernen bereits im Schulsystem der Vereinigten Staaten. So wird die Lesekompetenz der Schüler dort von der dritten Klassenstufe an alljährlich nach dem „Lexile“-System evaluiert. Ihrem Lexile-Score entsprechend, werden den Schülern dann Lektüren zur Auswahl angeboten, die ihrer Lesekompetenz genau entsprechen.

### Integriertes Lernen
Ein weiterer Ansatz zum individualisierten Lernen ist das integrierte Lernen (Blended Learning), bei dem Schüler sich ihr Wissen nicht nur in dem vom Lehrer moderierten Unterricht, sondern auch – ihrem eigenen Lerntempo entsprechend – über digitale Unterrichtsmedien aneignen, etwa über Lernvideos und Lernsoftware. Praktiziert wird dies in den deutschsprachigen Ländern bisher nur im Rahmen von Pilotprojekten, etwa am Gymnasium Neubeuern.
In New York City existiert seit 2009 das Programm „School of One“ (SO1), ein Mathematikcurriculum für Schüler der Middle School, das bisher an sechs öffentlichen Schulen implementiert wurde und etwa 2.300 Schüler erreicht. Grundlage des individualisierten Lernens ist hier das zentralisierte Assessment, das im Bundesstaat New York routinemäßig jedes Jahr für alle Schüler durchgeführt wird. Sobald die mathematische Kompetenz der Schüler ermittelt wurde, erhalten sie individuelle Lernpläne, in denen der Stoff und die Lernmethoden bestimmt werden. Ein Großteil des Lernens findet mit Hilfe von Software und Online-Tutorials statt. Kernstück des Online-Portals, auf dem diese Unterrichtsmedien organisiert sind, ist eine Software, die ermittelt, wie jeder Schüler mit seinen Aufgaben zurechtkommt, und auf dieser Grundlage Stoff, Rechenaufgaben und Methoden identifiziert, die für jeden Schüler optimal geeignet sind. Auch die Lehrer überwachen die Lernfortschritte täglich und korrigieren die maschinell erstellten Lernpläne bei Bedarf.
Bereits seit 1985 besteht in Bogotá, Kolumbien das Colégio Fontán, eine Privatschule für Kinder von fünf bis achtzehn Jahren, an der eine Unterrichtsmethode implementiert wird, die seit 1957 von Emilia Garcia de Fontán and Ventura Fontán entwickelt worden ist. Das Colégio Fontán kennt weder Klassenverbände noch Schuljahre noch feste Stundenpläne. Jeder Schüler entwickelt seinen eigenen Unterrichtsplan und kann dann wahlweise allein oder in der Gruppe lernen. Lehrer sind Tutoren und Spezialisten, die die intellektuelle und soziale Entwicklung ihrer Schüler laufend evaluieren. Das Lernen erfolgt in erheblichem Umfange mit Hilfe digitaler Medien, die es den Schülern erlauben, in ihrem jeweils persönlichen Tempo voranzuschreiten.